# Murloc

Un murloc raffigurato nel video News From Outland: Crisis at Da Portal!

I murloc sono una razza di creature dell'universo di Warcraft creato da Blizzard Entertainment. Sono stati introdotti per la prima volta nel videogioco Warcraft III: Reign of Chaos, per poi essere ripresi nei titoli successivi.
Si tratta di creature bipedi e anfibie vagamente umanoidi, abitanti principalmente lungo le coste e le rive di mari, laghi e fiumi.

## Storia
Sebbene i murloc siano una presenza relativamente recente sulle coste dei Regni Orientali, di Kalimdor e di Nordania, la loro razza è molto antica, presente su Azeroth già da prima della Frattura. Secondo alcuni indizi, potrebbero essere stati originati anche prima dei troll, una delle razze più antiche di Azeroth. Hanno vissuto per migliaia di anni nelle profondità del Grande Mare e degli altri oceani, e hanno cominciato a spingersi sulle isole e le coste dei continenti solo di recente, adattandosi anche all'acqua dolce. Le motivazioni di questo spostamento non sono ancora chiare; secondo alcune fonti potrebbero essere stati spinti da streghe del mare o altre entità degli abissi per preparare la venuta della Legione Infuocata, o comunque la loro rapida espansione nelle varie masse continentali di Azeroth sembrerebbe essere una specie di sforzo coordinato. Vista l'adorazione dei murloc per varie e disparate entità sottomarine, la loro emersione potrebbe anche significare l'imminente risveglio di qualche creatura simile; in questo caso, i murloc non sarebbero che l'avvisaglia di qualcosa di molto più pericoloso.
I murloc si tramandando la storia oralmente, e si tratta perlopiù di racconti sugli antenati: il loro linguaggio, il nerglish, è assolutamente incomprensibile alle altre razze, quindi quel poco che si sa sui murloc deriva dalle osservazioni dirette su di loro.
Nel periodo dell'inizio della Terza Guerra, un gruppo di murloc al servizio della strega del mare naga fantasma Zar'jira è stato una delle cause che hanno portato i troll della tribù Lanciascura ad unirsi alla nuova Orda fondata da Thrall.
Ora, la maggior parte della razza civilizzata dei murloc è guidata da un vecchio e saggio murloc pinnantica, di nome Morgl L'oracolo, vecchio saggio della tribù, ha guidato i murloc verso la civiltà e allo stesso momento imparava sempre in maggiore quantità l'arte dello shamanesimo, con cui poteva interagire con il mare e i suoi abitanti.

## Biologia
L'aspetto dei murloc può essere descritto come quello di un pesce umanoide. Sono bassi, incurvati e apparentemente goffi, ma in realtà possono muoversi con agilità sorprendente. Hanno mani e piedi palmati e occhi sporgenti, da pesce. Il colore delle squame può essere molto vario: sono stati avvistati murloc gialli, arancioni, blu, grigi, verdi, bianchi e di altri colori. Il colore dominante è sempre accompagnato da macchie o strisce di altri colori.

### Intelligenza dei murloc
L'intelligenza dei murloc è una questione molto dibattuta. Molti li considerano primitivi, dato il loro linguaggio gutturale molto difficile da decifrare. Tuttavia sono in grado di utilizzare armi di vario genere, e più di recente si sono avuti esempi di murloc che interagiscono con membri di altre razze civilizzate senza problemi, fatta eccezione per l'ostacolo del linguaggio.

### Piaga della non morte
Secondo lo speziale Reietto Renzithen, i murloc mantengono intatta la loro volontà anche nello stato di non morte, anche se non è chiaro se si tratti di naturale resistenza al volere del Re dei Lich o se l'abbiano riguadagnata in seguito, proprio come i Reietti, separandosi dal Flagello.
Nonostante ciò il Flagello è riuscito comunque ad includere nelle proprie file murloc non morti, chiamati "mur'ghoul".

## Società e organizzazione
I murloc tendono a popolare in maniera intensa ampie zone costiere, ed è improbabile trovare individui solitari o colonie lontane dall'acqua. Sono suddivisi in tribù, facenti parte a loro volta di clan più grandi. In caso di necessità, i clan possono riunire le loro tribù per formare un'unica armata, ma raramente due clan differenti si uniscono fra loro. I murloc sono generalmente avversi agli abitanti della terraferma, ed eventuali prigionieri che vengano da essi catturati possono essere sacrificati a streghe del mare, giganti del mare o ad altre creature acquatiche, ma non sono coraggiosi, e attaccano solo bersagli isolati.
Le tribù di murloc sono sparse ovunque ad Azeroth. Fra quelle note si annoverano le seguenti:
- Arkkoran (Azshara)
- Branchianera (Murkgill, Rovotorto Settentrionale)
- Branchiaverde (Greengill, Isola di Quel'Danas)
- Branchiazzurra (Bluegill, Paludi Grigie)
- Brumagrigia (Greymist, Rivafosca)
- Calcamarea (Tidewalker, Caverna di Sacrespire, Paludi di Zangar - portata qui dai naga di Dama Vashj)
- della Baia della Tempesta (Storm Bay, Azshara)
- delle Paludi (Marsh, Palude del Dolore)
- Frangipinna (Siltfin, Isola di Brumazzurra)
- Ondafredda (Chillmere, Fiordo Echeggiante)
- Pinnafredda (Winterfin, Tundra Boreale)
- Pinnainfame (Vile Fin, Radure di Tirisfal e Selva Pinargento)
- Pinnalacera (Torn Fin, Alture di Colletorto
- Pinnamota (Mirefin, Acquemorte)
- Pozzaroccia (Rockpool, Terre Devastate)
- Sabbianera (Blacksilt, Isola di Brumazzurra)
- Scagliabianca (Saltspittle, Valtetra)
- Scagliafine (Saltscale, Rovotorto Settentrionale)
- Scagliasalda (Grimscale, Boschi di Cantoeterno)
- Torvaluce (Blindlight, Abissi di Fondocupo, Valtetra)

Altri murloc di tribù non identificate si trovano nella Foresta di Elwynn, nelle Marche Occidentali e nelle Montagne Crestarossa.

### Linguaggio
I murloc parlano un linguaggio chiamato nerglish, che è condiviso anche dalle razze dei makrura (forse i primi ad averlo parlato) e dei branclin. I murloc, in particolare, parlano un dialetto del nerglish chiamato semplicemente "murloc", e non conoscono altre lingue, anche se alcuni occasionalmente le imparano (perlopiù comune, basso comune e nazja). Il nerglish è pressoché impronunciabile per gli abitanti della terraferma. Nomi di murloc noti includono Gluggle e Murgurgula, ma ne esistono di più complicati quali Mmmrrrggglll, Lurgglbr o Glrglrglr.

### Religione
La religione dei murloc è molto particolare. Essa, che sembra giocare un ruolo dominante nella loro società, è un misto di politeismo, animismo e sciamanesimo. Non sono note divinità specifiche, ma tutto ciò che i murloc venerano è legato all'acqua e alle entità che vi dimorano. Il loro "pantheon" è molto variabile e provvisorio, e in base agli eventi che i murloc vivono possono aggiungere o rimuovere da esso le "divinità": ad esempio, una tribù può venerare una balena fino a che non viene scacciata da un serpente marino, che a quel punto diventa il centro focale della loro fede. Alcuni murloc venerano una "Deep Mother", personificazione dell'oceano e madre di tutte le creature acquatiche. Anche se ogni tribù è legata ad entità diverse, alcune fonti riportano che tutti venerano un'entità chiamata "Quello nelle Profondità" (The One in the Deeps), ma non è chiaro se sia una creatura in carne ed ossa od un'altra rappresentazione del mare.

## Altri tipi di murloc

### Murloc mutanti
I murloc mutanti sono una specie di murloc, provenienti dal Maelstrom. Sono estremamente crudeli, e spesso catturano abitanti della terraferma per divorarli, se possibile mentre sono ancora vivi e prolungando il più possibile la loro sofferenza. Introdotti in Warcraft III, sono stati ripresi nel gioco di ruolo mentre sono assenti in World fo Warcraft.

### Mur'gul
I mur'gul sono murloc corrotti dalle forze demoniache della Legione Infuocata. Similmente ai murloc mutanti, provano gioia nel torturare e divorare le loro vittime, che possono essere sia abitanti della terraferma che murloc; si distinguono dai murloc mutanti essendo stati originati prima, ed essendo anche molto più potenti. Se non hanno altri avversari contro cui scagliarsi, spesso i mur'gul si aggrediscono a vicenda. Solo di una razza i mur'gul hanno paura, e cioè i naga: nonostante la loro natura, i mur'gul sono estremamente superstiziosi e temono i poteri magici dei naga.
Furono introdotti per la prima volta in Warcraft III: The Frozen Throne, come lavoratori e prime unità da combattimento della razza dei naga. Sono trattati dai manuali del gioco di ruolo, ma non sono mai apparsi in World of Warcraft.

### Gorloc
I gorloc sono dei murloc presenti nel continente artico di Nordania, introdotti con Wrath of the Lich King. Sono stati descritti come un'evoluzione dei murloc. Sono presenti nella Tundra Boreale, dove sono ai ferri corti con la locale popolazione di tuskarr, e nel Bacino di Sholazar: qui, la fazione degli "Oracoli" (The Oracles) è in lotta con i volvar della tribù Cuorferoce, ed i giocatori di World of Warcraft possono scegliere se allearsi con gli uni o con gli altri. Almeno per quel che riguarda gli Oracoli, sembrano essere più civilizzati dei murloc comuni, in quanto capiscono il linguaggio parlato dagli abitanti della terraferma.

### Murloc del profondo
I murloc del profondo (deep murloc o deep sea murloc), introdotti con Cataclysm, sono una specie di murloc che vive nelle profondità abissali, ad esempio a Vashj'ir. Sono ciechi e il loro aspetto ricorda quello delle rane pescatrici degli abissi, con denti affilati ed una protuberanza luminescente che sporge dalla fronte.

## Popolarità

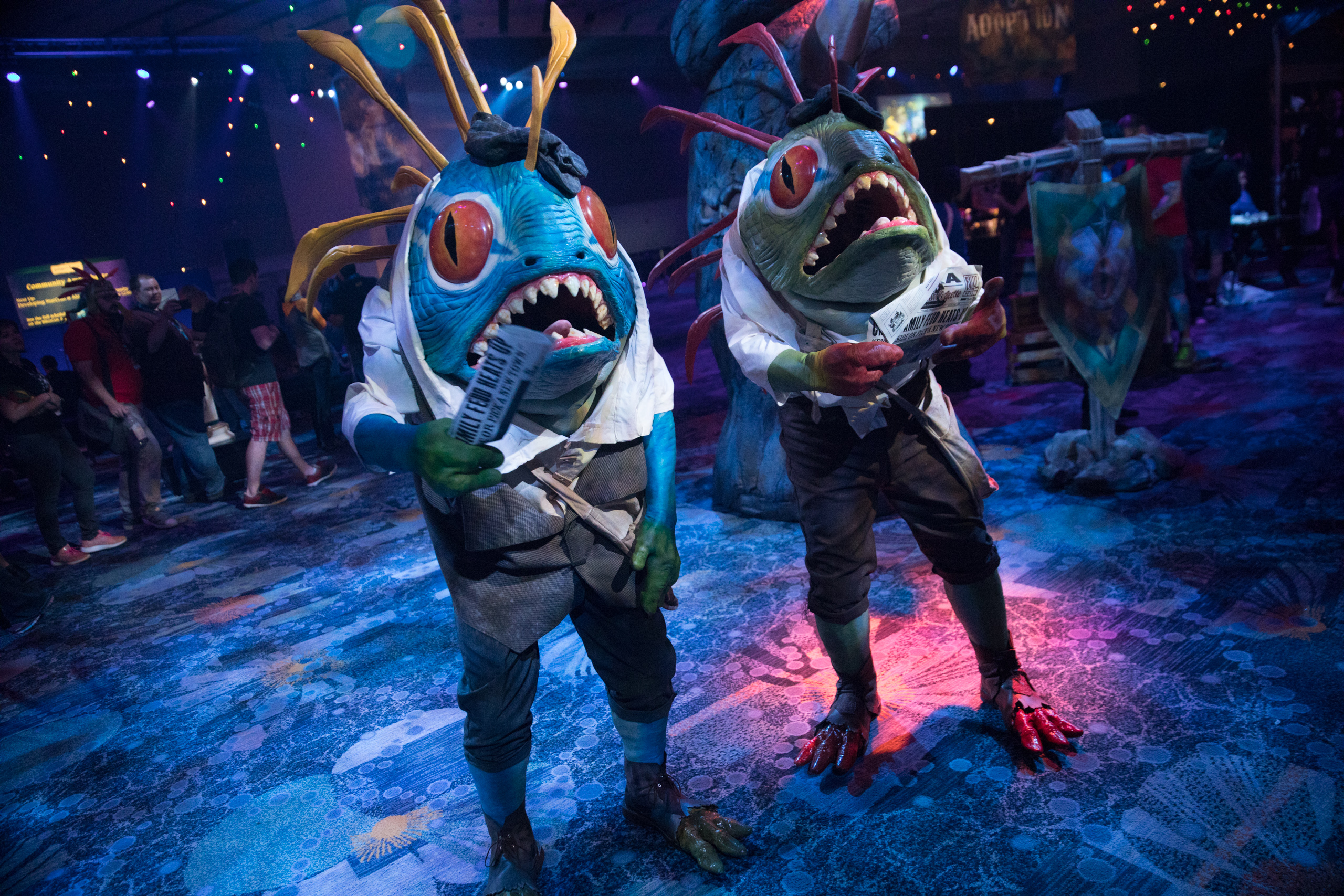
Due cosplayer con costumi da murloc alla BlizzCon 2017

Dal loro esordio in Warcraft III, i murloc hanno raccolto un gran numero di fan, diventando alcuni dei personaggi più noti della serie di Warcraft; ciò ha portato alla nascita di siti web, fanfiction, video e giochi ispirati a loro. Diversi murloc sono presenti nel videogioco Hearthstone, evocati dalle relative carte da gioco.
I murloc sono stati ripresi spesso anche dalla stessa Blizzard Entertainment, che li ha adottati come mascotte: una parte di un documentario sui murloc può essere vista all'inizio del video (G)News From Outland: Crisis at Da Portal!, mentre la band fittizia Level 70 Elite Tauren Chieftain ha prodotto una canzone dal titolo I Am Murloc! (scritta da Samwise Didier), che può anche essere scaricata come bonus track per il videogioco Guitar Hero III: Legends of Rock per Xbox 360 e PlayStation 3. L'azienda J!NX ha creato un peluche parlante di un murloc, mentre un murloc ed un tauren sono stati utilizzati per pubblicizzare il videogioco StarCraft II, ed in svariate occasioni Blizzard Entertainment ha distribuito ai giocatori di World of Warcraft piccoli murloc come "non-combat pet", come ad esempio per i ritrovi di Blizzcon.